# Jean Debucourt
Jean Debucourt (Parigi, 19 gennaio 1894 – Montgeron, 22 marzo 1958) è stato un attore e regista teatrale francese.

## Carriera
Presunto figlio, senza conferme acclarate, del regista Charles Le Bargy, viene assunto dalla Comédie-Française nel 1936, dove rappresenterà diversi spettacoli teatrali negli anni a venire, concludendo la sua attività nel 1956.
Il debutto cinematografico è nel 1919, e la sua carriera si protrarrà fino all'anno della sua morte, con oltre cento apparizioni.

## Filmografia parziale
- La rue du pavé d'amour, regia di André Hugon (1923) lungometraggio
- La caduta della casa Usher (La Chute de la Maison Usher), regia di Jean Epstein (1928)
- Un soir, au front, regia di Alexandre Ryder (1931)
- L'agonia delle aquile (L'agonie des aigles), regia di Roger Richebé (1933)
- Le Gendre de Monsieur Poirier, regia di Marcel Pagnol (1933)
- Mayerling, regia di Anatole Litvak (1936)
- L'amore ha sbagliato indirizzo (Lettres d'amour), regia di Claude Autant-Lara (1942)
- Evasione (Douce), regia di Claude Autant-Lara (1943)
- Tant que je vivrai, regia di Jacques de Baroncelli (1946)
- L'idiota (L'Idiot), regia di Georges Lampin (1946)
- Il diavolo in corpo (Le Diable au corps), regia di Claude Autant-Lara (1947)
- Monsieur Vincent, regia di Maurice Cloche (1947)
- Il grande vessillo (D'homme à hommes), regia di Christian-Jaque (1948)
- L'aquila a due teste (L'Aigle à deux têtes), regia di Jean Cocteau (1948)
- Il diavolo zoppo (Le Diable boiteux), regia di Sacha Guitry (1948)
- Il segreto di Mayerling (Le Secret de Mayerling), regia di Jean Delannoy (1949)
- Giustizia è fatta (Justice est faite), regia di André Cayatte (1950)
- Barbablù (Barbe-Bleue), regia di Christian-Jaque (1951)
- Caroline chérie, regia di Richard Pottier (1951) - voce narrante
- Don Camillo, regia di Julien Duvivier (1952) - voce di Cristo
- La carrozza d'oro (La Carrosse d'or), regia di Jean Renoir (1952)
- Processo in Vaticano (Procès au Vatican), regia di André Haguet (1952)
- Naso di cuoio (Nez de cuir), regia di Yves Allégret (1952)
- I sette peccati capitali (Les Sept péchés capitaux), regia di Yves Allégret, Claude Autant-Lara (1952)
- Fanfan la Tulipe, regia di Christian-Jaque (1952) - voce
- I gioielli di madame de... (Madame de...), regia di Max Ophüls (1953)
- Margherita della notte (Marguerite de la nuit), regia di Claude-Autant Lara (1955)
- I tuoi occhi bruciano (La Lumière d'en face), regia di Georges Lacombe (1955)
- Le diavolerie di Till (Les Aventures de Till L'Espiègle), regia di Gérard Philipe, Joris Ivens (1956)
- Le vergini di Salem (Les Sorcières de Salem), regia di Raymond Rouleau (1957)
- Godot (Quand la femme s'en mêle), regia di Yves Allégret (1957)
- Il commissario Maigret (Maigret tend une piège), regia di Jean Delannoy (1958)

## Doppiatori italiani
- Lauro Gazzolo in La carrozza d'oro
- Sandro Ruffini in I sette peccati capitali
- Giorgio Capecchi in Margherita della notte

Da doppiatore è sostituito da:
- Ruggero Ruggeri in Don Camillo, Il ritorno di don Camillo
- Gino Cervi in Fanfan la Tulipe
- Renzo Ricci in Don Camillo e l'onorevole Peppone